# Zuckerkäfer

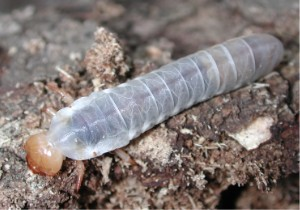
Larve von Popilius disjunctus

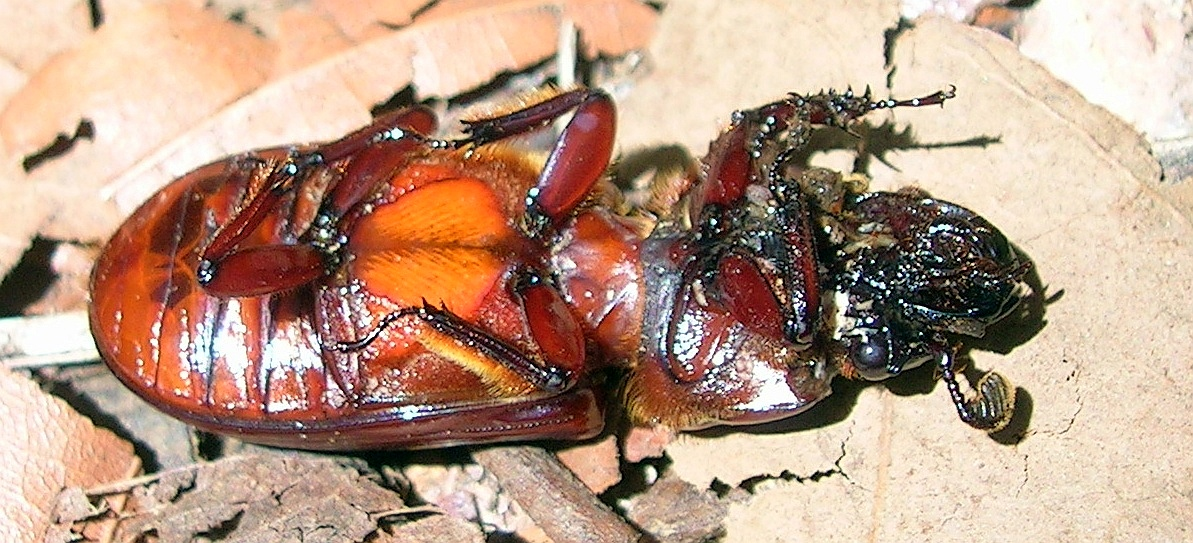
Unterseite eines Zuckerkäfers aus den Westghats (Indien).

Die Zuckerkäfer (Passalidae) sind eine Familie in der Ordnung der Käfer (Coleoptera). Es sind 680 Arten in 61 Gattungen und zwei Unterfamilien bekannt.

## Merkmale

### Käfer
Die Käfer sind 15,0 bis 70,0 Millimeter lang. Ihr Körper hat eine lang gestreckte, zylindrische Form und ist kurz nach dem Schlupf aus der Puppe orange bis tief kastanienbraun, später schwarz gefärbt. Die Bauchseite ist bei manchen Arten mittelmäßig dicht, abstehend gelb behaart. Die Mundwerkzeuge sind vorstehend (prognath). Der Kopf ist schmaler als der Thorax. Häufig trägt er mittig auf der Oberseite ein Horn. Die Facettenaugen sind durch ein deutlich erkennbaren sklerotisierten Balken (Canthus) geteilt. Die Stirnplatte (Clypeus) ist zurückgebildet und entweder von der Stirn durch eine Naht getrennt, oder verläuft vertikal und ist unterhalb der Stirn verdeckt. Die Oberlippe (Labrum) ist gut ausgebildet und ist unterhalb des vorderen Randes der Kopfkapsel nach vorne gerichtet. Der Rand der Kopfkapsel ist tief eingebuchtet, doppelt gebuchtet oder endet abrupt. Der Epipharynx hat einen schwach sklerotisierten, teilweise doppelt gelappten vorderen Teil und einen membranösen hinteren Teil. Die Fühler sind zehngliedrig mit einer drei- bis sechsgliedrige Keule. Sie sind unterhalb eines auffälligen nach vorne gerichteten Randes eingelenkt. Die Fühler können nicht aneinandergelegt, jedoch aufgerollt werden. Die langen und gekrümmten Mandibeln liegen unterhalb der Spitze des Labrums. Sie besitzen einen stumpfen, beweglichen Zahn, der zur distalen Seite der Mola gerichtet ist. Die Maxillen haben eine schlanke, horizontal liegende Cardo und viergliedrige Palpen. Das Labium hat ein doppelt gelapptes Mentum und ein deutlich ausgeprägtes Prementum.
Das quadratische Pronotum ist breiter als der Kopf und hat eine glatte Oberfläche mit einer mittig verlaufenden Längsfurche. Die Einbuchtungen für die Coxen der mittleren Beine sind geschlossen. Ein Empodium ist ausgebildet.
Die Deckflügel sind langgestreckt und haben parallele Seitenränder. Ihre Spitzen sind abgerundet. Sie tragen stark ausgebildete Längslinien. Die Flügel (Alae) haben an der Basis und der Flügeladerung mehrere charakterisierende Merkmale. Am Hinterleib sind fünf Ventrite (sichtbare Sklerite) erkennbar. Die Stigmen am Hinterleib, von denen das erste bis siebte funktional sind, befinden sich in der Membran der Pleuren. Das Stigma am achten Segment ist zurückgebildet. Am Hinterleib sind sieben Sternite ausgebildet. Der Aedeagus der Männchen ist einzigartig sphärisch ausgebildet und hat eine unüblich sklerotisierte Oberfläche, bei der die Seiten und die Oberseite membranös sind.

### Larven
Die Larven haben einen nahezu gerade verlaufenden Körper, der nicht oder nur geringfügig gekrümmt ist. Der Kopf ist fast vorstehend (prognath). Die Segmente am Thorax und Hinterleib sind auf der Rückenseite nicht mit Falten unterteilt. Der Körper ist am Rücken mit langen, kräftigen pigmentierten Borsten versehen. Die Frontoclypealnaht liegt zwischen der dorsalen Seite des Mandibelgelenks. Punktaugen (Ocelli) sind keine ausgebildet. Die zweigliedrigen Fühler sind kurz und tragen keinen großen Bereich mit Sinneshärchen. Die Maxillarpalpen sind ohne den Palpifer zweisegmentig, letzterer ist segmentartig ausgebildet, wodurch es erscheint, dass die Maxillarpalpen dreigliedrig sind. Mit dem mittleren Beinpaar können die Tiere durch Stridulation Geräusche erzeugen. Das hintere Beinpaar ist zu kurzen eingliedrigen Anhängsel verkümmert, weswegen es den Anschein hat, dass die Larven nur zwei Beinpaare haben. Die Naht zwischen dem Schenkelring (Trochanter) und den Schienen (Femora) der beiden ersten Beinpaare fehlt.

## Vorkommen
Die Familie ist vor allem in den Tropen verbreitet, kommt jedoch auch in den gemäßigten Regionen von Nordamerika, Südafrika und Australien vor. Die Unterfamilie Passalinae tritt dabei im gesamten Verbreitungsgebiet auf, die Unterfamilie Aulacocyclinae sind auf Südostasien und Australien beschränkt. In der Paläarktis sind drei Arten der Gattung Cylidroncaulus aus Japan und China und eine Art der Gattung Leptaulax aus Südkorea nachgewiesen. Auf Madagaskar sind sechs endemische Arten bekannt. In Australien ist die Familie mit neun Gattungen und 34 Arten vertreten, in den Vereinigten Staaten treten je zwei Arten der Gattungen Odontotaenius und Passalus auf.

## Lebensweise
Die Zuckerkäfer sind, ungewöhnlich für Käfer, staatenbildend. Die Imagines leben gemeinsam mit den Larven in Fraßgängen in morschem Holz, welche von den Imagines angelegt werden. Besiedelt werden morsche Baumstämme und -stümpfe aus Hartholz. Die Käfer treten dort in kleinen Gruppen mit einigen Individuen auf und ernähren sich vom Holz. Die Imagines zerkleinern Holz für die Larven und vermischen es mit ihrem Speichel. Die Larven sind vermutlich auf dieses Verhalten angewiesen, da sie sich ohne die Anwesenheit der Adulten nicht weiterentwickeln können. Sowohl die Larven als auch die Imagines müssen den Kot anderer Imagines fressen, um an die darin befindlichen Mikroorganismen, mit deren Hilfe das Holz verdaut wird, zu gelangen.
Die Eier vieler Arten sind kurz nach der Ablage rot, verfärben sich jedoch nach einiger Zeit zunächst braun und schließlich grün. Die Imagines und Larven können miteinander durch Stridulation kommunizieren, wobei 14 verschiedene Laute nachgewiesen sind.
Pfriemenschwänze der Unterfamilie Hystrignathinae sind spezifische Parasiten bei Zuckerkäfern.

## Systematik
Die Zuckerkäfer werden in folgende Unterfamilien unterteilt:
- Passalinae
- Aulacocyclinae

## Belege